# 伞花老鹳草
伞花老鹳草（学名：Geranium umbelliforme）为牻牛儿苗科老鹳草属的植物，是中国的特有植物。分布在中国大陆的四川、云南等地，生长于海拔3,000米的地区，见于山地草坡。